# Protestacties tegen SOPA en PIPA
Op 18 januari 2012 hielden veel internetbedrijven protestacties tegen de Amerikaanse antipiraterijwetten SOPA en PIPA. Op 18 januari ging de Engelstalige Wikipedia gedurende 24 uur op zwart en bezoekers werden omgeleid naar een pagina met een politieke verklaring en een oproep. Deze omleiding kon echter op verschillende manieren omzeild worden.

## Geschiedenis en effecten
Het Amerikaans Congres zou stemmen over de wetsvoorstellen PROTECT IP Act (PIPA) en Stop Online Piracy Act (SOPA) om zo de (digitale) piraterij halt toe te roepen (illegale verspreiding van inhoud zoals films). Wanneer deze wetten een meerderheid van de stemmen haalden, kon een website aansprakelijk (verantwoordelijk) gesteld worden voor de inhoud die de gebruikers erop plaatsten (inclusief reacties). Ook kon een website uit de lucht gehaald worden zonder gerechtelijk bevel.

## Voorstanders
Organisaties en bedrijven uit de entertainment-, muziek- en filmindustrie waaronder de MPAA, RIAA, Disney, EMI, Viacom, Warner en Sony.

## Tegenstanders
Bedrijven die winst genereren met door gebruikers ter beschikking gestelde inhoud zoals Google, WordPress en Reddit.

## Uitvoering
Op 18 januari 2012 om 5:00 uur UTC ging de Engelstalige Wikipedia na een besluit van de gemeenschap voor 24 uur de lucht uit. Dit werd aangewakkerd door discussies die Wikipedia-medeoprichter Jimmy Wales in december 2011 begon. Eerder, op 4 oktober 2011, was op initiatief van de gemeenschap ook reeds alle inhoud van de Italiaanstalige Wikipedia door de beheerders verborgen als protest tegen paragraaf 29 van de zogenaamde DDL intercettazioni ("aftapwet") van de Italiaanse regering.

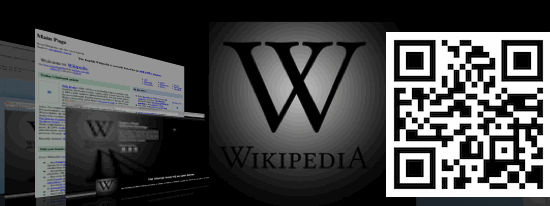
De zwarte protestpagina op de Engelstalige Wikipedia

Op Twitter werden op deze dag voornamelijk de tags #wikipediablackout, #sopa en #pipa gebruikt.